# Fredrik Egerstrand
Fredrik Egerstrand,  född 7 oktober 1967 i Alingsås, är en svensk filmare, 
skådespelare och regissör.
Egerstrand är utbildad vid Valands Konsthögskola.

## Filmografi (urval)
- 1997 – Flickan och dimman
- 1998 – Beck – Vita nätter (TV-serie)
- 2000 – Jalla! Jalla!
- 2006 – En fråga om liv och död (TV-serie)
- 2007 – De førtabte sjælars ø (dockspelare)
- 2010 – Gynekologen i Askim (TV-serie) (TV)

## Teater

### Roller (ej komplett)
| År   | Roll      | Produktion                                             | Regi            | Teater         |
| ---- | --------- | ------------------------------------------------------ | --------------- | -------------- |
| 1994 | Spartacus | Spartacus Howard Fast                                  | Alexander Öberg | Teater Bastard |
| 1996 |           | Det gudomliga kriget Hans Carlsson och Alexander Öberg | Alexander Öberg | Teater Bhopa   |

### Produktioner i urval
- 2009 – Khaled in Stockholm
- 2009 – Bobo Stenson Trio
- 2010 – The Extraordinary Ordinary Life of José González
- 2010 – The Soundtrack of Our Lives & Göteborgs Symfoniker
- 2010 – Tonbruket-underground
- 2013 - ISO
- 2013 - Utopia
- 2013 -  Riedel! Riedel! Riedel!
- 2013 - Tinariwen sur l’eau
- 2014 - Jag Är Inte Beredd Att Dö Än
- 2015 - Det Flygande Barnet
- 2017 - KIM - Den Skalliga Primadonnan

### Fotnoter
1. 1 2  ”Fredrik Egerstrand”. Svensk Filmdatabas. http://www.sfi.se/sv/svensk-filmdatabas/Item/?type=PERSON&itemid=259628&ref=%2ftemplates%2fSwedishFilmSearchResult.aspx%3fid%3d1225%26epslanguage%3dsv%26searchword%3dFredrik+Egerstrand%26type%3dPerson%26match%3dBegin%26page%3d1%26prom%3dFalse. Läst 24 februari 2013.
2. ↑  Sven Hansell (25 februari 1994). ”Storslagen 'Spartacus'”. Dagens Nyheter. https://www.dn.se/arkiv/teater/storslagen-spartacus/. Läst 6 december 2021.
3. ↑  Mikael Löfgren (31 mars 1996). ”Härlig kamp på ny teater”. Dagens Nyheter. https://www.dn.se/arkiv/teater/harlig-kamp-pa-ny-teater/. Läst 6 december 2021.